# Skålsjön (Alfta socken, Hälsingland)
Skålsjön är en sjö i Ovanåkers kommun i Hälsingland och ingår i Ljusnans huvudavrinningsområde. Sjön är 9,0
 meter djup, har en yta på 0,38 kvadratkilometer och befinner sig 357 meter över havet.

## Delavrinningsområde
Skålsjön ingår i det delavrinningsområde (678021-150297) som SMHI kallar för Utloppet av Skålsjön. Medelhöjden är 386 meter över havet och ytan är 3,8 kvadratkilometer. Det finns inga avrinningsområden uppströms utan avrinningsområdet är högsta punkten. Vattendraget som avvattnar avrinningsområdet har biflödesordning 4, vilket innebär att vattnet flödar genom totalt 4 vattendrag innan det når havet efter 112 kilometer. Avrinningsområdet består mestadels av skog (81 procent). Avrinningsområdet har 0,38 kvadratkilometer vattenytor vilket ger det en sjöprocent på 10 procent.